# Tasiocera (Dasymolophilus) gracilior
Tasiocera (Dasymolophilus) gracilior is een tweevleugelige uit de familie steltmuggen (Limoniidae). De soort komt voor in het Afrotropisch gebied.